# Stamnodes virgellata
Stamnodes virgellata là một loài bướm đêm trong họ Geometridae.